# Gymnastes (Gymnastes) teucholaboides
Gymnastes (Gymnastes) teucholaboides is een tweevleugelige uit de familie steltmuggen (Limoniidae). De soort komt voor in het Afrotropisch gebied.